# S Sagittarii
S Sagittarii är en pulserande variabel av Mira Ceti-typ  i stjärnbilden Skytten. 
Stjärnan varierar mellan visuell magnitud +9,5 och 16 med en period av 230,64 dygn.